# Lebanova ulica, Novo mesto
Lebanova ulica je ena od ulic v Novem mestu. Od leta 1970 se imenuje po imenuje po pisatelju in glasbeniku Janku Lebanu. Ulica obsega 51 hišnih številk, poteka pa med Šmihelsko cesto in potokom Težka voda v Kandiji.